# Pererenan
Pererenan is een bestuurslaag in het regentschap Badung van de provincie Bali, Indonesië. Pererenan telt 3486 inwoners (volkstelling 2010).